# Modrolas
Modrolas [pronunciación en polaco: /mɔˈdrɔlas/] es un pueblo en el distrito administrativo de Gmina Tychowo, dentro del condado de Białogard, Voivodato de Pomerania Occidental, en el noroeste de Polonia. Se encuentra a unos 7 kilómetros al oeste de Tychowo, 14 kilómetros al sureste de Białogard, y 120 kilómetros al noreste de la capital regional Szczecin.